# Evergreen (Love Theme from A Star Is Born)
Evergreen (Love Theme from A Star Is Born) è un brano musicale composto e interpretato dalla cantante statunitense Barbra Streisand, con testo scritto da Paul Williams. La canzone è stata pubblicata nel 1976 come tema principale del film È nata una stella (A Star Is Born).

## Tracce
- 7"

1. Evergreen (Love Theme from A Star Is Born)
2. I Believe in Love

## Premi
Il brano è stato premiato con un Oscar alla migliore canzone nell'edizione dei Premi Oscar 1977, un Grammy Award alla canzone dell'anno e un Grammy Award alla miglior interpretazione vocale femminile pop nell'ambito dei Grammy Awards 1978 e un Golden Globe per la migliore canzone originale nell'ambito del Golden Globe 1977.

## Cover
Il musicista jazz Blue Mitchell ha inciso una sua versione nell'album Summer Soft (1978).
Altri due artisti jazz, ossia Wllis Jackson e Pat Martino hanno eseguito insieme il brano inserendolo nell'album collaborativo Single Action (1978).
Una cover del gruppo Brotherhood of Man è presente nel loro album 20 Disco Greats / 20 Love Songs, uscito nel 1981.
La cantante britannica Hazell Dean ha inciso una sua versione dance del brano nel 1984.
Una versione interpretata da Johnny Mathis è presente nella sua compilation 16 Most Requested Songs (1986).
Il cantante R&B statunitense Luther Vandross ha pubblicato una sua versione nell'album Songs del 1994.
L'artista country Kenny Rogers ha inciso una cover nel suo album Vote for Love del 1996.